# Habitaciones (novela)

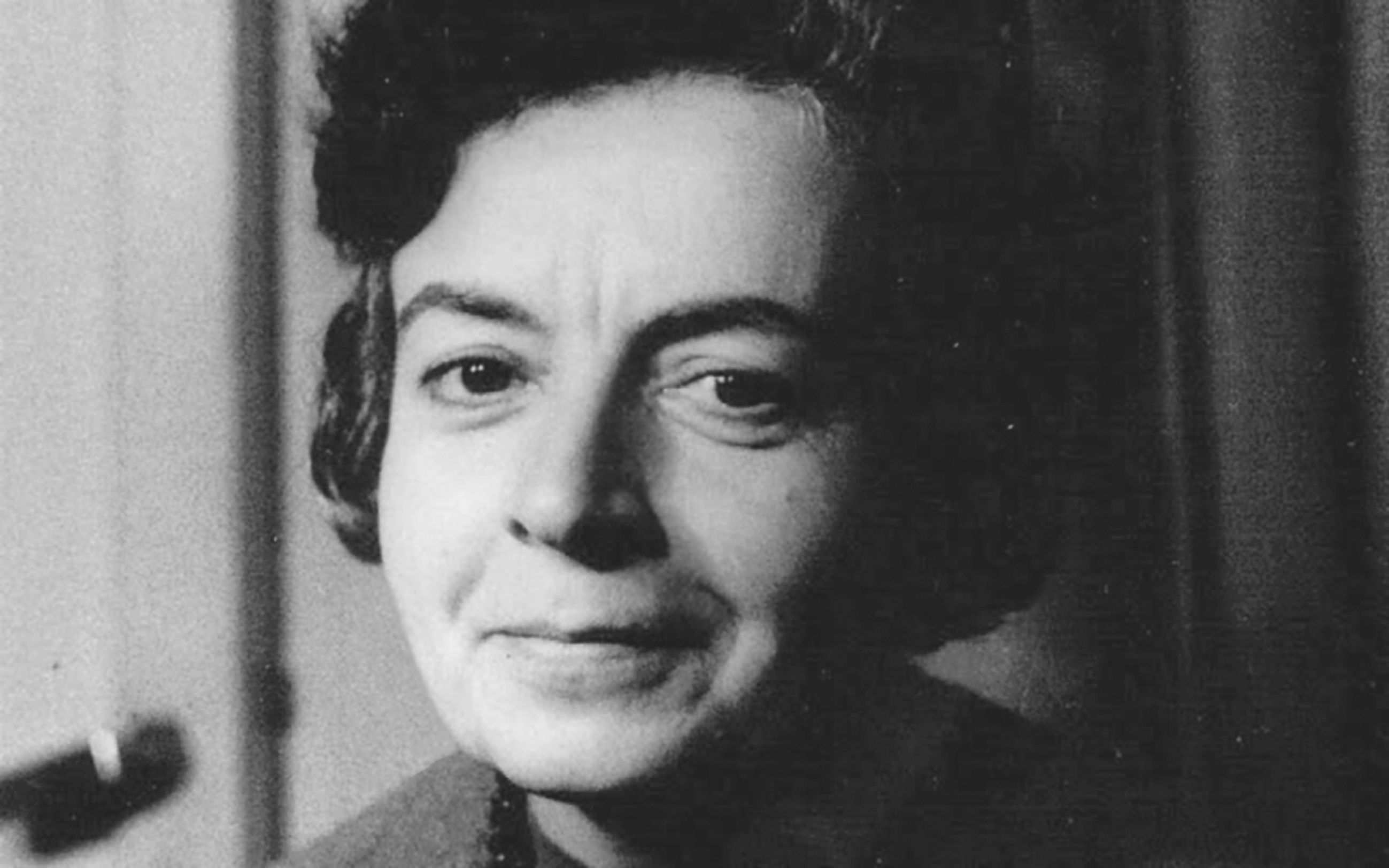
Emma Barrandéguy en 1980.

Habitaciones es una novela de la escritora argentina Emma Barrandéguy escrita a fines de la década de 1950 pero publicada recién en 2002 en Buenos Aires. Por su temática lésbica, escrita autobiográficamente por una mujer, la obra se adelanta en décadas a los inicios de la literatura lésbica argentina en la década de 1980. La trama transcurre inmersa en las memorias, reflexiones, pasiones y sentimientos de una intelectual casada y bisexual, con múltiples relaciones erótico-afectivas, militante comunista en la época del peronismo, que decide contar las interioridades que la «habitan», luego de una experiencia traumática con una pareja llamada Florencia. El libro fue un éxito, convocó especialmente a las jóvenes de los movimientos feminista y queer y se ubicó entre los cien libros escritos por mujeres más leídos en español, durante el último siglo.

## Trama
La novela está escrita casi toda en primera persona, narrada por la protagonista, identificada como «E.», inicial inequívocamente correspondiente a «Emma», ya que el relato se conforma como una autobiografía de Emma Barrandéguy. Está dividida en cuarenta y nueve capítulos ordenados cronológicamente, pero con algunas rupturas temporales. Empieza con una carta que E. le escribe a Alfredo (nombre correspondiente a Alfredo J. J. Weiss, una persona real que fue un amigo y confidente de la autora), en la que le dice que quiere «abandonar esa discreción» que siempre mantuvieron con respecto a sus «intimidades», para poder saber «dónde se originaron las cosas... más allá de todo lo que sucedió». La mayor parte de los capítulos son cartas de E. a Alfredo, aunque también hay reflexiones íntimas suyas, así como capítulos en tercera persona, desde el punto de vista de otras personas (José, Angélica, el esposo, Florencia) involucradas en los hechos.
A lo largo de los capítulos irá recapitulando su vida, tanto política como personal, para poder entenderse y entender lo que pasó, pero sobre todo para sacar afuera y dar a conocer interioridades que ella llama «habitaciones»:

Esto que te cuento es para poder llenar esas lagunas y desprenderme de todo lo que me habitaba. En el umbral de esas "habitaciones" fue que se produjo el encuentro tuyo con Florencia, cuando a través de los años nos seguimos viendo. Es como darte ahora a conocer los pormenores, los verdaderos pormenores...

Florencia es el centro de la novela, aún cuando una gran parte del texto no se refiere a ella. Es una amante que E. tuvo, mucho menor que ella. Por otra parte E. es una intelectual, bisexual, militante comunista desde mediados de la década de 1930, criada en un ambiente «burgués» y «provinciano», que rechazaba. Buenos Aires para E. era la posibilidad de escaparse de la chatura provinciana, vincularse con el mundo intelectual, así como liberar sus pasiones y necesidades de «su cuerpo», tal como ella lo plantea («dos cosas son importantes en mi: sed de aprobación y búsqueda física».
E. ha vivido siempre su vida con una gran libertad erótica, relacionándose con hombres y mujeres, muchas veces simultáneamente. Esto le ha traído conflictos que la han llevado a replantearse su libertad y su deseo, con sentimientos de culpa y tratando de ser «normal». Por eso se había casado con un «americano»; con él pasó doce años, algo que considera «el peor error de mi vida»:

Creí que casándome me tranquilizaría y me hundiría irremediablemente en la bienhechora vida de la gente común. Pero no habíamos tenido hijos y no me había entendido físicamente con mi marido. Aquello había sido un desastre... Creí sinceramente que el matrimonio con un hombre sano me devolvería a un modo sano de vivir.

Te prometés no mirar a nadie más en tu vida, ser gente de una vez, enderezarte, vivir como se debe... Madre, aullás en el techo de la noche como los gatos ¿y así te vas curando, estúpida, te vas curando?

Entre sus amantes se destacan José y Angélica, pero es Florencia la que va a ocupar un lugar central en su vida y en el relato:

El hecho de darle goce me exalta y contenta. Florencia no quiere tenerme a su lado sino encima suyo, me levanta como a un niño si me detengo mucho en su cuello. Al principio elude la boca, insisto en su oreja. La boca le parece para uso masculino: "estoy harta de que me babeen", dice. Casi siguiendo a Genet, podría decirse que se masturba conmigo. Pero una cuestión de centímetros me impide casi siempre gozar al unísono. Yo más arriba, ella más abajo. Todo termina y yo digo: "Dejame bajar, querida, tengo miedo de hacerte daño con mi peso". Florencia gusta entonces que me tienda a su lado. "Su cuerpo tiene un calorcito de perro", me dice. Y se ovilla hasta dormirse.

El final es inesperado y relatado brevemente, casi sin detalles.

## La autora
Emma Barrandéguy (1914-2006) fue una reconocida y premiada escritora argentina. Nacida y criada en Gualeguay, provincia de Entre Ríos, se radicó en Buenos Aires, donde perteneció a los cenáculos intelectuales, artísticos y políticos. Militó activamente en el Partido Comunista, adhirió a la causa feminista y fue periodista destacada del diario Crítica. La fama sin embargo le llegará con la publicación de Habitaciones, cuando tenía 89 años.
Habitaciones fue escrita cuando aún tenía con escasas publicaciones y estaba en sus treinta, pero fue publicada en 2002, cuatro años antes de morir. El hecho de que la novela fuera escrita en la década de 1950 y que tratara autobiográficamente sobre una mujer casada que mantenía varias relaciones erótico-afectivas con hombres y mujeres, adelantaba en décadas una literatura lésbica escrita por mujeres que no aparecería hasta la década de 1980, mantuvo el texto fuera de la posibilidad de ser editado.

## Interpretaciones y juicios
María Moreno promovió la publicación de la novela y escribió el prólogo:

Escrita mucho antes de que se teorizara sobre las minorías sexuales, Habitaciones puede leerse como algo que está por delante de ellas, en un horizonte más radical en tanto que denuncia los espejismos de toda elección, la multiplicidad de los deseos y de sus formas, "el anhelo de una puerta abierta hacia otras habitaciones, hacia nuevas experiencias".María Moreno

El poeta e historiador Martín Prieto escribió la crónica del libro para el diario español El País, calificando de «proeza» el hecho de que una mujer de 89 años publicara uno de los libros más «singulares» de la literatura argentina posdictadura, obteniendo además, «el respaldo rabioso del feminismo radicalizado»: 

A mediados de los cuarenta, Barrandéguy se fue a vivir a Buenos Aires, y al reclamo por las libertades políticas le sumó uno más íntimo: el de la libertad sexual. Habitaciones (Catálogos, 2002), una mezcla de novela, manifiesto, autobiografía y memoria social, donde la inestabilidad genérica se encuentra en la base de su potencia y de su irresistible seducción, escrita hace medio siglo pero recién publicada por primera vez, es el testimonio de esa modificación, sostenida por el amor simultáneo de Emma hacia un hombre y una mujer.
Martín Prieto

La crítica literaria Irene M. Weiss, hija de la persona a la que está dedicado el libro, Alfredo J. J. Weiss, y protagonista del mismo, ha destacado el papel de su padre en la novela, como destinatario del relato y a través de él la complicidad que ese método genera en el lector:

En el espacio de la confesión personal, esto tiene al menos dos consecuencias que se pueden extraer del discurso narrativo de Habitaciones, una en la producción de texto y otra en su recepción: a) la actualización en el texto de la fricción interior entre su actitud rebelde ante fronteras que no acepta como dadas, por un lado, y su confesada necesidad de despertar afecto y compasión en los demás, por el otro, se proyecta en la búsqueda del lector cómplice que comparta su sentimiento de descontento e insatisfacción, y  b) tal proyección de la propia vida en la literatura fascina y acapara la atención del lector, que avanza en el texto subyugado por el desenlace que pueda llegar a tener el experimento al que asiste. El lector se transforma así en testigo de las sucesivas etapas de este via crucis del cuerpo, envuelto también él tanto en el tanteo exploratorio de los límites emotivos y sexuales como en el sufrimiento que causa y se causa la protagonista en las diferentes situaciones eróticas. El receptor de Habitaciones, que asiste al desnudamiento de intenciones y objetivos, pasa a constituirse, gracias a esta estrategia narrativa de la autora, en elemento de sostén de la obra.
Irene M. Weiss

Luego de publicada la obra, Irene Weiss conoció a Emma Barrandéguy, quien le regaló las treinta cartas que su padre le había enviado entre 1938 y 1941, que conservaba intactas, atadas y ordenadas: «Su lectura abrió para mí una vía de reconocimiento y apertura existencial en el territorio paterno, en el que descubrí una novísima sensibilidad afectiva y emotiva», dijo Weiss al respecto.
Guadalupe Maradei rescata la transgresión que surca la novela:

El espacio privilegiado de la novela, la habitación, no es una cifra de la reclusión doméstica sino de la transgresión. El interior burgués cambia de signo, deja de ser el recinto de lo que Erich Hobsbawn llamó “respectability”, la búsqueda de respetabilidad, para ser en cambio escenario de la “incesante peregrinación tras el placer. La satisfacción física sentida como plenitud de la vida. ¡El cuerpo!” (Barrandeguy Habitaciones 39). No existe en esta novela autobiográfica la somatofobia (la falta de alusión al cuerpo característica de los textos de la cultura occidental) que José Amícola identificó en otras autobiografías de la época; por el contrario, gestos mínimos como una caricia furtiva en la pierna de una joven, por debajo de una manta, en el asiento trasero de un auto, son narrados con meticulosidad.